# Colibrí de Buffon
El  colibrí de Buffon (Chalybura buffonii) és una espècie d'ocell de la família dels troquílids (Trochilidae) que habita zones forestals des del centre de Panamà cap al sud fins Veneçuela.

## Subespècies
- C. b. micans	Bangs et Barbour, 1922. Des de Panamà central fins al nord-oest de Colòmbia.
- C. b. buffonii (Lesson, R, 1832). Den centre i nord-est de Colòmbia i nord-oest de Veneçuela.
- C. b. aeneicauda Lawrence, 1865. Del nord de Colòmbia i centre i oest de Veneçuela
- C. b. caeruleogaster (Gould, 1847). Del nord i centre de Colòmbia.